# L'Ajoupa-Bouillon
L'Ajoupa-Bouillon es una comuna situada en la zona septentrional de Martinica, a 39 km de la capital Fort-de-France. 

## Características generales

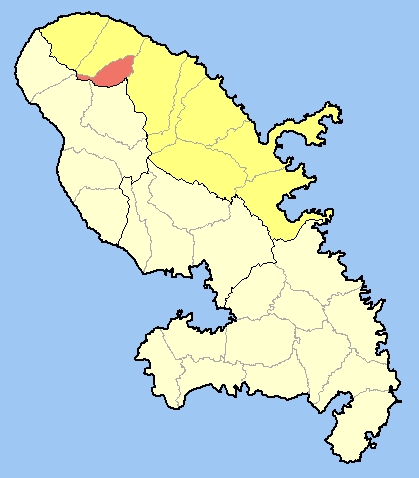
Ubicación de L'Ajoupa-Bouillon en la subprefectura de La Trinité dentro del departamento de Martinica.

Fue fundada en 1889 y seriamente afectada por la erupción de 1902. Según una explicación etimológica, debe su nombre a Jean Gobert de Bouillon, orginario de Languedoc, quien en el siglo XVII se construyó una residencia en la localidad. De hecho, en creole ajoupa significa abrigo. 
Con un área de 12,30 km² es una de las localidades menos extensas de la isla. Cuenta con una población de 1747 habitantes y una densidad de 132 hab./km². La localidad se encuentra en el interior de la isla.
En 1999, la tasa de desempleo fue del 33,5 %.